# Wilhelm Wettschureck

Wilhelm Wettschureck

Wilhelm Wettschureck (* 9. Oktober 1898 in Marnheim; † 5. Dezember 1970 wahrscheinlich in München) war ein deutscher Politiker (NSDAP).

## Leben
Wettschureck nahm nach dem Schulbesuch am Ersten Weltkrieg teil. Anschließend gehörte er den Freikorps Epp und Roßbach an. Danach absolvierte Wettschureck eine Banklehre. Es folgten Anstellungen als Bankbeamter in Alzey, Stuttgart und München. 1923 wurde er zu acht Wochen Gefängnis, 200 RM Geldstrafe und Ausweisung verurteilt. 1930 trat er in die NSDAP und in die SA ein.  Von 1931 bis 1934 war er für die NSBO tätig. Von 1934 bis 1945 war Wettschureck als Gauamtsleiter und Gauobmann der Gauwaltung München-Oberbayern der DAF tätig. Im März 1936 und April 1938 kandidierte er erfolglos für den deutschen Reichstag.
Wettschureck trat am 9. August 1940 im Nachrückverfahren für den verstorbenen Abgeordneten Otto Nippold in den nationalsozialistischen Reichstag ein, in dem er bis zum Ende der NS-Herrschaft im Frühjahr 1945 den Wahlkreis 24 (Oberbayern-Schwaben) vertrat.
Im Münchener Adressbuch von 1966 ist Wettschureck als Bankmitarbeiter mit Wohnsitz in der Golierstraße 32 nachweisbar.
Wettschureck ist auf dem Sendlinger Friedhof begraben.

## Familie
Wettschureck war verheiratet mit Frieda, geb. ? (1912–1993).